# FAB-250
La FAB-250 est une bombe aérienne développée à la fin de la deuxième guerre mondiale en Union Soviétique qui pèse 250 kg avec une ogive hautement explosive, principalement utilisée par l'armée de l'air russe, les anciennes républiques soviétiques et les pays communistes. Elle est très répandue dans tout le tiers monde et utilisée dans de nombreux conflits en Asie et en Afrique entre autres.

## Description

### M-46 / M-54
Le modèle M-46 original a été déployé en 1946, suivi du modèle M-54 de 1954 avec structure renforcée, les deux modèles étant conçus pour un transport interne par des bombardiers lourds.

### M-62
La version M-62 à faible traînée a été créée en 1962, elle est destinée à être fixée aux points d'emport externes des chasseurs-bombardiers. La bombe n'est pas guidée, comporte un seul fusible et est compatible avec la plupart des modèles d'avions soviétiques. Sa forme beaucoup plus aérodynamique que les modèles 46 et 54 la rend plus adaptée à être utilisée par des avions supersoniques. Cette bombe peut également être larguée depuis un hélicoptère de combat comme le Mi-24 mais ce type d'utilisation est très rare. La M-62 peut être relâchée à une altitude allante de 500 m à 12 km, l'altitude et la vitesse de l'avion influence la portée de la bombe.
Une FAB-250 est composée d'environ 100 kg d'explosif et a un rayon de destruction de 100 m contre l'infanterie et de 35 m contre des véhicules blindés. Cette arme est particulièrement efficace contre les concentrations de personnels, les fortifications ainsi que les bâtiments.

## Utilisations
La FAB-250 a été largement utilisée en Afghanistan par les forces communistes au cours des années 1980. La FAB-250 a été utilisée plus récemment pendant la guerre de Syrie par des avions de combat russes et syriens. L'Éthiopie l'a utilisée pendant la guerre du Tigré[réf. nécessaire].L’aviation angolaise  l’a également utilisée lors de la guerre de 1997 au congo brazzaville contre les positions de l’ancien président Pascal LISSOUBA 
Lors de l'invasion russe de l'Ukraine en 2022, la Russie a adapté les bombes FAB-250 et les a équipées de modules de planification et de correction (UMPK) contenant un système de navigation inertielle ainsi qu'une paire d'ailettes qui se déploient après le largage. Similaire aux adaptations apportées aux bombes FAB-500 et FAB-1500, la FAB-250 est plus légère et plus aérodynamique que la FAB-500, ce qui signifie qu'elle est moins destructrice mais a une portée plus longue qui a été déclarée à 80 km contre 40-60 km pour les FAB-500. Cela permet aux avions Russes de larguer leurs bombes loin des défenses antiaériennes ennemies.

## Variantes
- FAB-250 M-46 - Modèle 1946, modèle original à forte traînée destiné à l'emport interne sur bombardiers lourds, parois fines.
- FAB-250 M-54 - Modèle 1954, modèle amélioré à haute traînée avec structure renforcée.

FAB-250 M-62

- FAB-250 M-62 - Modèle 1962, modèle à faible traînée conçu pour le transport externe sur les points d'emport des chasseurs-bombardiers[7].
- FAB-250 UMPK - Modèle 2023, modèle M-62 avec un kit de guidage UMPK.